# مصطفى عبد الحميد
مصطفى عبد الحميد هو سياسي غاني، ولد في 14 يونيو 1971. نشط حزبياً في الحزب الوطني الجديد ‏.